# Josep Guardiola Díaz de Rada
|  | Aquest article tracta sobre el cantant. Si cerqueu el futbolista, vegeu «Josep Guardiola i Sala». |

Josep Guardiola Díaz de Rada (Barcelona, 22 d'octubre de 1930 - Barcelona, 9 d'abril de 2012) va ser un cantant, saxofonista i violinista català.
De ben petit va fer estudis de violí i també va començar a cantar a la seva parròquia. Dotat d'una veu de matisos suaus, aviat participaria en diversos festivals de la cançó; això li va donar una fama creixent i ràpidament es va consolidar com una de les màximes figures de la cançó espanyola. Pioner de la cançó popular espanyola, amb gran èxit també a Llatinoamèrica, es va especialitzar a versionar al castellà cançons en altres idiomes. Va participar en el Festival d'Eurovisió de 1963, assolint-hi el dotzè lloc amb el seu tema Algo prodigioso. Juntament amb Ricardo Pastor, Guardiola va ser l'autor de l'himne del Reial Club Deportiu Espanyol de Barcelona de 1975 que seria l'oficial fins al 1983. Va enregistrar 540 cançons.

## Èxits

### En català
- La primera vegada
- El vell carrer de l'aimada
- Besa'm en silenci
- Diumenge és sempre diumenge (versió catalana de Domenica è sempre domenica, original de Renato Rascel)
- Aquest vespre pago jo
- La terra (Chariot)
- Dona'm felicitat
- Dona'm les mans i corre
- Se'n va anar (cançó de Lleó Borrell sobre un text de Josep Maria Andreu i Forns, guanyadora del primer premi del V Festival de la Cançó Mediterrània en les veus de Raimon i Salomé)
- Pau (segon premi)
- Sóc aquí... a prop teu (Je suis là, tercer premi)
- Dubtes

### En castellà
- Dieciséis toneladas (Sixteen Tons, original de Merle Travis)
- Mackie el Navaja (Mack the Knife)
- Pequeña flor
- Verde campiña
- Di papá (1962)
- Los niños del Pireo
- Cuando Cuando (original de Tony Renis, 4t lloc en el Festival de San Remo)
- La Balada del Vagabundo (Pierantoni-Mapel, 1963)
- Algo prodigioso (Eurovisió 1963, amb lletra de Camillo Murillo Janero i música de Fernando Garcia Morcillo).[6]
- Estrella errante (Wandering Star)